# Ткачёва, Галина Тарасовна
Галина Тарасовна Ткачёва (1940 — 2020) — советский хозяйственный, государственный и политический деятель, Герой Социалистического Труда.

## Биография
Родилась в 1940 году в селе Мокляки ныне Емильченского района. Член КПСС.
С 1955 года — на хозяйственной, общественной и политической работе. В 1955—1995 гг. — доярка на ферме в хуторе «Труд-Рассвет», доярка колхоза «Панфиловский» Новоаннинского района Волгоградской области, добилась надоя более чем в 42,5 тонн молока от каждой коровы и стала победителем Всесоюзного социалистического соревнования.
Указом Президиума Верховного Совета СССР от 23 декабря 1976 года присвоено звание Героя Социалистического Труда с вручением ордена Ленина и золотой медали «Серп и Молот».
Избиралась депутатом Верховного Совета РСФСР 8-го созыва.
Жила в хуторе «Труд-Рассвет».